# White Flag (Gorillaz)
White Flag è un singolo del gruppo musicale britannico Gorillaz, pubblicato il 17 aprile 2010 come secondo estratto dal terzo album in studio Plastic Beach, in occasione del Record Store Day 2010.
Il lato B del vinile, stampato in un numero limitato di copie, è il brano Pirate's Progress, presente solo come traccia bonus in alcune versioni di Plastic Beach.

## Tracce
1. White Flag (feat. Bashy e Kano) – 3:43
2. Pirate's Progress – 4:02